# Tjerk Boelens (1582-1651)
Tjerk Boelens of Tarquinius Boelens (Buitenpost, 1582 - aldaar, 22 januari 1651) was een Nederlands bestuurder.

## Biografie
Boelens was een zoon van Lieuwe Boelens (†1610), secretaris van Achtkarspelen, en Anne Lieuma (†1626). Tjerk was een telg uit de familie Van Boelens. Dit geslacht uit Olterterp had een tak in Achtkarspelen die grote belangen had in de vervening. Reeds in de periode 1526-1549 komt ene Sythie Boelis voor als grietman van deze grietenij. Tjerk was vrij zeker een nakomeling van deze Sythie.
In 1598 werd Tjerk ingeschreven als student aan de universiteit van Franeker. Reeds in 1607 komt Boelens voor als rekenmeester van Friesland. In 1618 volgde hij Feycke van Herbranda op als grietman van Achtkarspelen. Boelens was onder meer Volmacht ten Landsdage namens Achtkarspelen en later was hij ook lid van Gedeputeerde Staten van Friesland namens Oostergo. In 1633 resulteerde de invoering van nieuwe belastingen in woede onder de plaatselijke bevolking die zich onder meer richtte tegen Boelens en grietman van Kollumerland, Ritscke van Eysinga. In 1637 deed Boelens afstand van het grietmanschap ten gunste van zijn zoon Pieter Boelens. Na het overlijden van Pieter in 1639 werd Tjerk opnieuw grietman tot hij in 1648 opnieuw afstand deed ten gunste van zijn kleinzoon Livius Boelens.
In Buitenpost stichtte de familie Boelens de Boelensstate welke later ook bekend stond als de Haersmastate. Verder had Boelens stemhebbende plaatsen in zijn bezit in Buitenpost, Augustinusga, Drogeham, Surhuizum, Lutkepost en Twijzel.

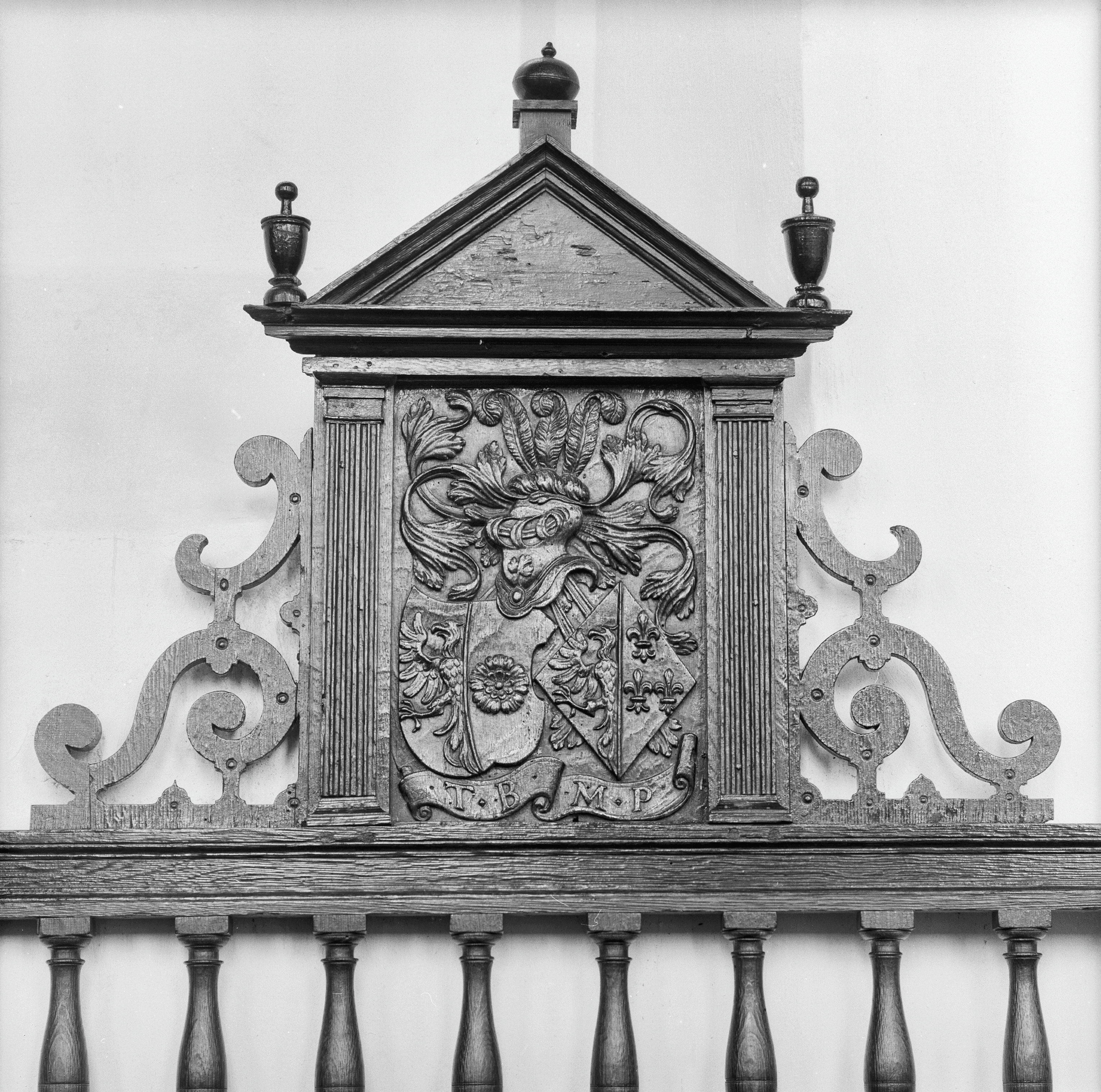
Herenbank in de Mariakerk van Buitenpost met het alliantiewapen Boelens-Pieters

## Huwelijk en kinderen
Boelens trouwde in 1608 met Maaike Pieters (ca.1587/88-1655), dochter van Pieter Binnerts, lakenkoper te Leeuwarden, en Maeycke van Voort, verwant aan de Utrechtse vervenersfamilie Van Voort die een deel van de venen van het Gerkesklooster in gebruik kreeg. Het echtpaar kreeg een zoon:
- Pieter Boelens (1609-1639), hij volgde zijn vader op als grietman van Achtkarspelen. Pieter trouwde met Eelckien van Haersma, dochter van Arent van Haersma, grietman van Smallingerland en Hylck van Harckema. Deze Hylck was een zuster van Aulus van Harckema, grietman van Visvliet, zij hertrouwde later met Feycke van Herbranda.[8] Het rouwbord voor Pieter Boelens bevindt zich in de collectie van het Fries Museum.